# Canonet

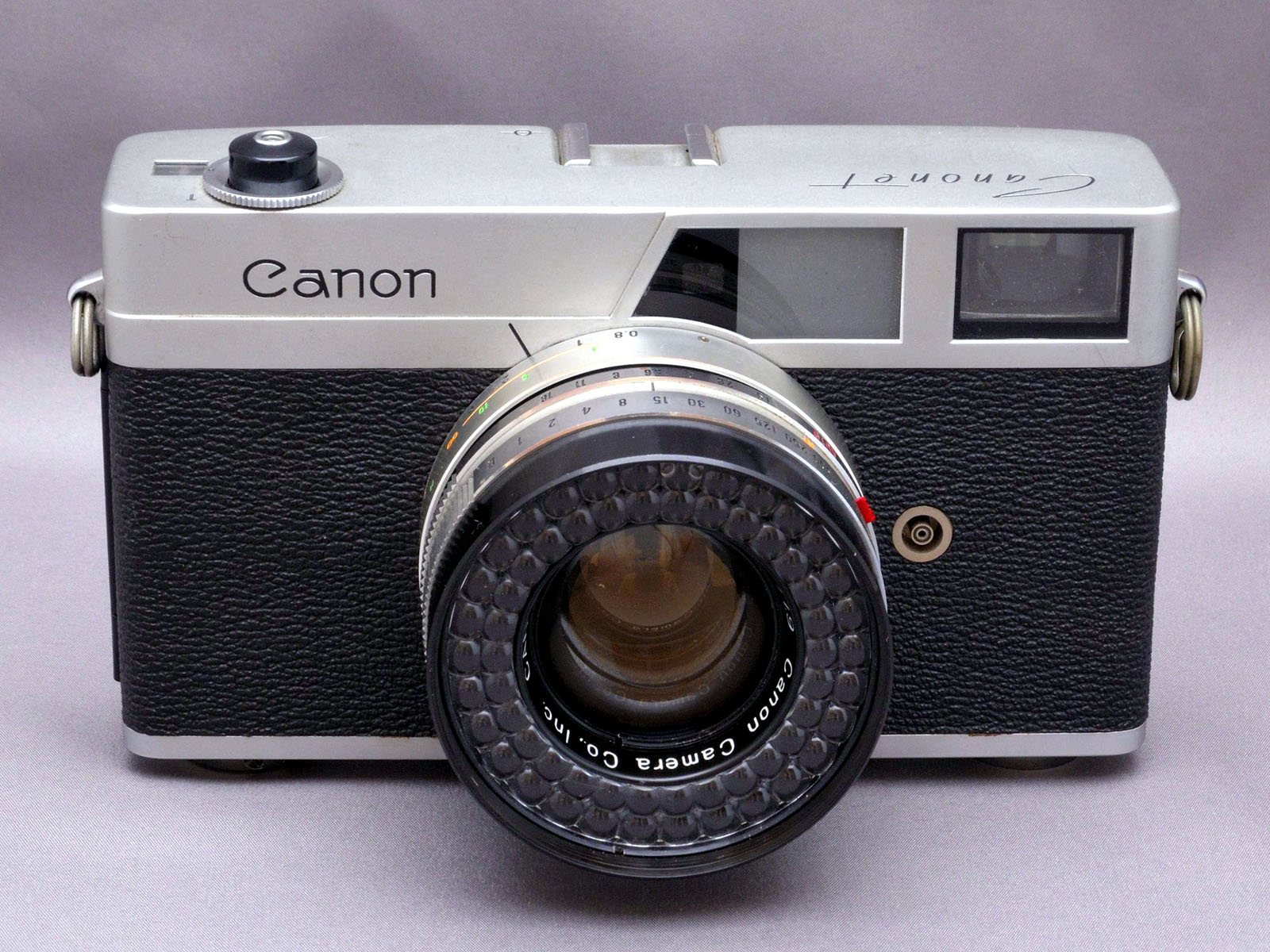
Canonet de 1961

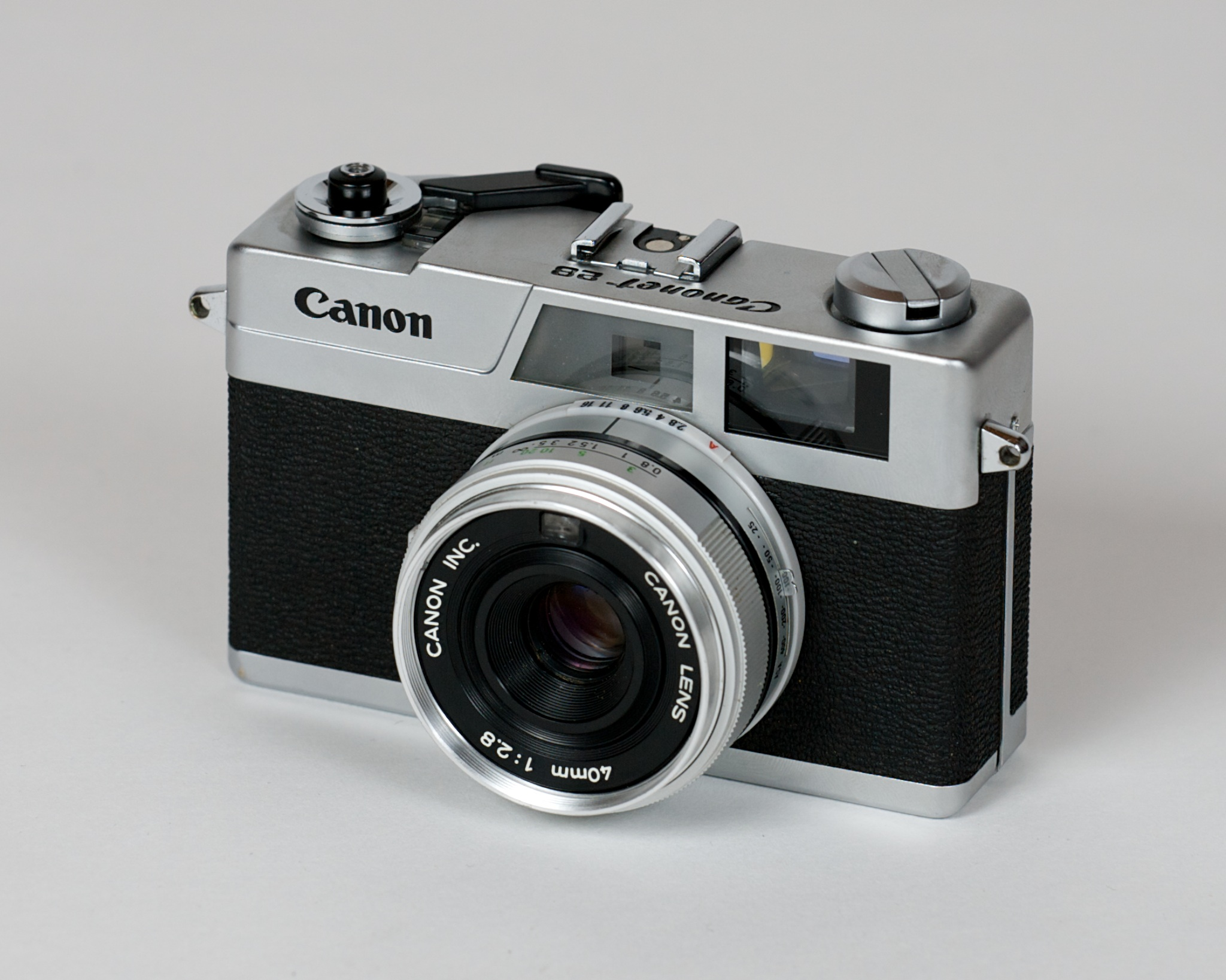
Canonet 28 New de 1971

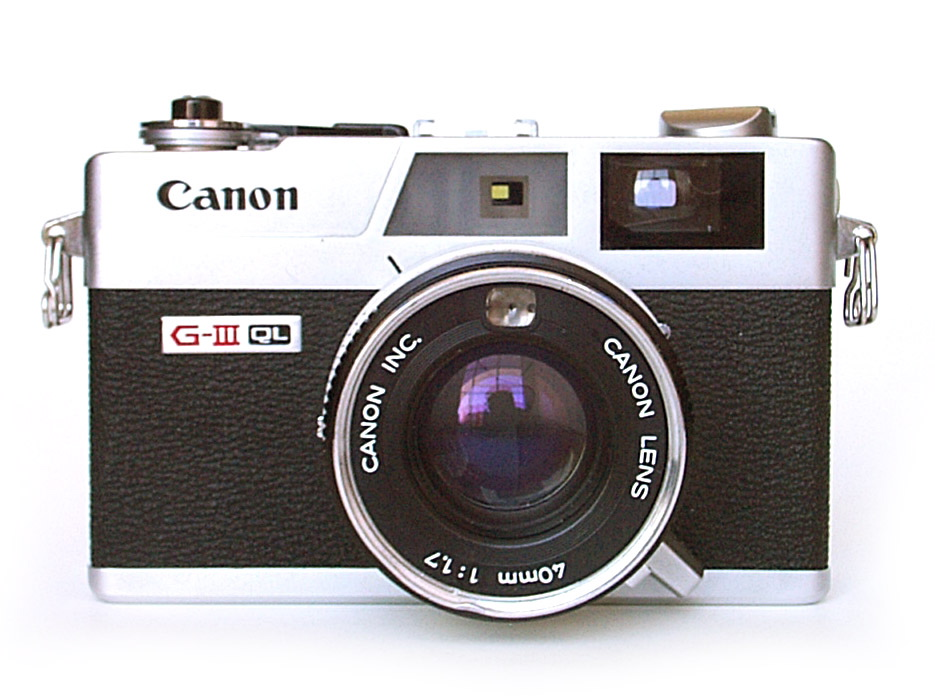
Canonet QL17 G-III de 1972

Les Canonet sont une série d'appareils photographiques à mise au point télémétrique, à objectif fixe,  construits par Canon du début des années 1960 jusqu'au début des années 1980.
Ils s'adressaient aux photographes amateurs à petit budget ainsi qu'aux utilisateurs avancés d'appareils compacts. Ces appareils photo ont largement contribué à la renommée de Canon dans le monde entier.

## Modèles
La liste des modèles inclut par ordre chronologique :
| Année | Appellation                       | Objectif  | Obturateur              | Exposition                      |
| ----- | --------------------------------- | --------- | ----------------------- | ------------------------------- |
| 1961  | Canonet                           | 1,9/45 mm | Copal SV 1s à 1/500s    | Sélénium priorité vitesse       |
| 1963  | Canonet Junior (non télémétrique) | 2,8/40 mm | Seiko L 1/30s à 1/250s  | Sélénium automatique programmée |
| 1964  | Canonet S                         | 1,7/45 mm | Copal SV 1s à 1/500s    | CdS priorité vitesse            |
| 1965  | Canonet QL17                      | 1,7/45 mm | Copal SV 1s à 1/500s    | CdS priorité vitesse            |
| 1965  | Canonet QL19                      | 1,9/45 mm | Copal SV 1s à 1/500s    | CdS priorité vitesse            |
| 1965  | Canonet QL25                      | 2,5/45 mm | Copal SV 1s à 1/500s    | CdS priorité vitesse            |
| 1965  | Canonet QL19 E                    | 1,9/45 mm | Seiko SE 1/15s à 1/500s | CdS automatique programmée      |
| 1968  | Canonet 28 (non télémétrique)     | 2,8/40 mm | Seiko LA 1/30s à 1/250s | Sélénium automatique programmée |

Certains modèles ont été vendus sur le marché américain sous la marque Bell & Howell:
- Canonet : Bell & Howell/Canon Canonet 19
- Canonet QL17 : Bell & Howell/Canon Canonet 17
- Canonet QL19 : Bell & Howell/Canon Canonet QL19

| Année | Appellation        | Objectif  | Obturateur           | Exposition                 |
| ----- | ------------------ | --------- | -------------------- | -------------------------- |
| 1969  | Canonet QL17 New   | 1,7/40 mm | Copal 1/4s à 1/500s  | CdS priorité vitesse       |
| 1971  | Canonet 28 New     | 2,8/40 mm | Copal 1/30s à 1/620s | CdS automatique programmée |
| 1971  | Canonet QL19 New   | 1,9/45 mm | Copal 1/4s à 1/500s  | CdS priorité vitesse       |
| 1970  | Canonet QL17-L New | 1,7/40 mm | Copal 1/4s à 1/500s  | CdS priorité vitesse       |

Le Canonet QL17-L New est une version améliorée ("L" = Luxury) du Canonet QL17 New.
| Année | Appellation        | Objectif  | Obturateur          | Exposition           |
| ----- | ------------------ | --------- | ------------------- | -------------------- |
| 1972  | Canonet QL17 G-III | 1,7/40 mm | Copal 1/4s à 1/500s | CdS priorité vitesse |
| 1972  | Canonet QL19 G-III | 1,9/45 mm | Copal 1/4s à 1/500s | CdS priorité vitesse |